# Visegrad 4 Bicycle Race
Visegrad 4 Bicycle Race – cykl czterech kolarskich wyścigów jednodniowych rozgrywanych od 2014 corocznie w państwach Grupy Wyszehradzkiej – Polsce, Czechach, Słowacji i na Węgrzech. Zaliczane są one do cyklu UCI Europe Tour, w którym posiadają kategorię 1.2.
Na cykl składają się cztery wyścigi:
- Visegrad 4 Bicycle Race Grand Prix Czech Republic – Grand Prix Czech
- Visegrad 4 Bicycle Race Grand Prix Hungary – Grand Prix Węgier
- Visegrad 4 Bicycle Race Grand Prix Poland – Grand Prix Polski
- Visegrad 4 Bicycle Race Grand Prix Slovakia – Grand Prix Słowacji

Z inicjatywą wykorzystania kolarstwa do wzmacniania współpracy państw Grupy Wyszechradzkiej w 2013 wyszedł ówczesny minister spraw zagranicznych Radosław Sikorski – odbył się wówczas rajd kolarski dla amatorów, w którym grupa około 300 kolarzy pokonała trasę z Krakowa do Budapesztu. W 2014 w ramach tej inicjatywy po raz pierwszy zorganizowano rywalizację dla zawodowców, która przyjęła formę czterech rozgrywanych dzień po dniu wyścigów klasycznych. Od 2015 wyścigi w ramach cyklu rozgrywane są w różnych terminach.